# Roberta Vinci
Roberta Vinci (Tarente, 18 februari 1983) is een voormalig professioneel tennisspeelster uit Italië.
Tijdens haar loopbaan won ze tien WTA-titels in het enkelspel, naast 25 WTA-dubbelspeltitels.
Sinds haar profdebuut in 1999 zijn haar beste grandslamresultaten het winnen van het dubbelspel op Roland Garros en de US Open (beide in 2012) alsmede de Australian Open in 2013 en in 2014, telkens met haar, sinds 2010 vaste, partner Sara Errani. Eind 2012 bereikte zij voor het eerst de nummer één positie in het vrouwendubbelspel. Zij werd samen met dubbelspelpartner Sara Errani eind 2012 verkozen tot doubles team of the year. Met hun overwinning op Wimbledon 2014 maakten zij hun career slam in het vrouwendubbelspel vol. Ook aan het einde van het tennisseizoen 2014 werden Errani en Vinci door de WTA uitgeroepen tot dubbelspelteam van het jaar 2014.
In het enkelspel verloor zij in 2015 de US Open-finale van haar jeugdvriendin Flavia Pennetta, haar beste resultaat tot nu toe.
Op 22 februari 2016 kwam Vinci binnen in de top tien van de WTA-ranglijst. Met een leeftijd van 33 jaar en 4 dagen is zij de oudste speelster die ooit tot de top tien toetrad. Zij onttroonde daarbij de Nederlandse Betty Stöve die dit record bijna veertig jaar heeft gehouden, met een top tien intreeleeftijd van 31 jaar en 100 dagen.
Op 14 mei 2018 beëindigde ze haar professionele tennisloopbaan.

## Posities op deWTA-ranglijst
Positie per einde seizoen:
| jaar | rang enkelspel | rang dubbelspel |
| ---- | -------------- | --------------- |
| 1998 | 639            | 589             |
| 1999 | 409            | 349             |
| 2000 | 324            | 228             |
| 2001 | 172            | 22              |
| 2002 | 182            | 33              |
| 2003 | 116            | 100             |
| 2004 | 115            | 25              |
| 2005 | 41             | 74              |
| 2006 | 102            | 72              |
| 2007 | 63             | 49              |
| 2008 | 83             | 220             |
| 2009 | 64             | 82              |
| 2010 | 38             | 40              |
| 2011 | 23             | 26              |
| 2012 | 16             | 1               |
| 2013 | 14             | 1               |
| 2014 | 49             | 1               |
| 2015 | 15             | 60              |
| 2016 | 18             | 188             |
| 2017 | 111            | –               |

## Palmares
| Legenda                | Legenda                  |
| ---------------------- | ------------------------ |
| Grandslamtoernooi      |                          |
| Olympische Spelen      |                          |
| Year-End Championships |                          |
| tot 2009               | 2009 – 2020 / vanaf 2021 |
| Tier I                 | Premier Mandatory        |
| Tier II                | Premier Five / WTA 1000  |
| Tier III               | Premier / WTA 500        |
| Tier IV & V            | International / WTA 250  |
|                        | Challenger / WTA 125     |

### WTA-finaleplaatsen enkelspel
| nr.              | finale     | toernooi            | ondergrond    | tegenstandster      | score               |         |
| ---------------- | ---------- | ------------------- | ------------- | ------------------- | ------------------- | ------- |
| gewonnen finales |            |                     |               |                     |                     |         |
| 1.               | 2007-02-25 | WTA Bogota          | gravel        | Tathiana Garbin     | 6-7, 6-4, 0-3, opg. | details |
| 2.               | 2009-04-19 | WTA Barcelona       | gravel        | Maria Kirilenko     | 6-0, 6-4            | details |
| 3.               | 2010-10-24 | WTA Luxemburg       | hardcourt (i) | Julia Görges        | 6-3, 6-4            | details |
| 4.               | 2011-04-30 | WTA Barcelona       | gravel        | Lucie Hradecká      | 4-6, 6-2, 6-2       | details |
| 5.               | 2011-06-18 | WTA Rosmalen        | gras          | Jelena Dokić        | 6-7, 6-3, 7-5       | details |
| 6.               | 2011-07-10 | WTA Boedapest       | gravel        | Irina-Camelia Begu  | 6-4, 1-6, 6-4       | details |
| 7.               | 2012-08-24 | WTA Dallas          | hardcourt     | Jelena Janković     | 7-5, 6-3            | details |
| 8.               | 2013-04-14 | WTA Katowice        | gravel (i)    | Petra Kvitová       | 7-6, 6-1            | details |
| 9.               | 2013-07-14 | WTA Palermo         | gravel        | Sara Errani         | 6-3, 3-6, 6-3       | details |
| 10.              | 2016-02-14 | WTA Sint-Petersburg | hardcourt (i) | Belinda Bencic      | 6-4, 6-3            | details |
| verloren finales |            |                     |               |                     |                     |         |
| 1.               | 2010-04-17 | WTA Barcelona       | gravel        | Francesca Schiavone | 1-6, 1-6            | details |
| 2.               | 2014-07-13 | WTA Boekarest       | gravel        | Simona Halep        | 1-6, 3-6            | details |
| 3.               | 2014-07-20 | WTA Istanbul        | hardcourt     | Caroline Wozniacki  | 1-6, 1-6            | details |
| 4.               | 2015-05-23 | WTA Neurenberg      | gravel        | Karin Knapp         | 6-7, 6-4, 1-6       | details |
| 5.               | 2015-09-12 | US Open             | hardcourt     | Flavia Pennetta     | 6-7, 2-6            | details |

### WTA-finaleplaatsen vrouwendubbelspel
| nr.              | finale     | toernooi        | ondergrond    | partner                 | tegenstandsters                               | score             |         |
| ---------------- | ---------- | --------------- | ------------- | ----------------------- | --------------------------------------------- | ----------------- | ------- |
| gewonnen finales |            |                 |               |                         |                                               |                   |         |
| 1.               | 2001-02-18 | WTA Doha        | hardcourt     | Sandrine Testud         | Kristie Boogert Miriam Oremans                | 7-5, 7-64         | details |
| 2.               | 2005-09-25 | WTA Portorož    | hardcourt     | Anabel Medina Garrigues | Jelena Kostanić Katarina Srebotnik            | 6-4, 5-7, 6-2     | details |
| 3.               | 2006-01-13 | WTA Canberra    | hardcourt     | Marta Domachowska       | Claire Curran Līga Dekmeijere                 | 7-65, 6-3         | details |
| 4.               | 2010-04-11 | WTA Marbella    | gravel        | Sara Errani             | Maria Kondratjeva Jaroslava Sjvedova          | 6-4, 6-2          | details |
| 5.               | 2010-04-17 | WTA Barcelona   | gravel        | Sara Errani             | Timea Bacsinszky Tathiana Garbin              | 6-1, 3-6, [10-2]  | details |
| 6.               | 2011-01-15 | WTA Hobart      | hardcourt     | Sara Errani             | Kateryna Bondarenko Līga Dekmeijere           | 6-3. 7-5          | details |
| 7.               | 2011-02-13 | WTA Pattaya     | hardcourt     | Sara Errani             | Sun Shengnan Zheng Jie                        | 3-6, 6-3, [10-5]  | details |
| 8.               | 2011-07-17 | WTA Palermo     | gravel        | Sara Errani             | Andrea Hlaváčková Klára Zakopalová            | 7-5, 6-1          | details |
| 9.               | 2012-02-26 | WTA Monterrey   | hardcourt     | Sara Errani             | Kimiko Date-Krumm Zhang Shuai                 | 6-2, 7-66         | details |
| 10.              | 2012-03-03 | WTA Acapulco    | gravel        | Sara Errani             | Lourdes Domínguez Lino Arantxa Parra Santonja | 6-2, 6-1          | details |
| 11.              | 2012-04-15 | WTA Barcelona   | gravel        | Sara Errani             | Flavia Pennetta Francesca Schiavone           | 6-0, 6-2          | details |
| 12.              | 2012-05-13 | WTA Madrid      | gravel        | Sara Errani             | Jekaterina Makarova Jelena Vesnina            | 6-1, 3-6, [10-4]  | details |
| 13.              | 2012-05-20 | WTA Rome        | gravel        | Sara Errani             | Jekaterina Makarova Jelena Vesnina            | 6-2, 7-5          | details |
| 14.              | 2012-06-08 | Roland Garros   | gravel        | Sara Errani             | Maria Kirilenko Nadja Petrova                 | 4-6, 6-4, 6-2     | details |
| 15.              | 2012-06-23 | WTA Rosmalen    | gras          | Sara Errani             | Maria Kirilenko Nadja Petrova                 | 6-4, 3-6, [11-9]  | details |
| 16.              | 2012-09-09 | US Open         | hardcourt     | Sara Errani             | Andrea Hlaváčková Lucie Hradecká              | 6-4, 6-2          | details |
| 17.              | 2013-01-25 | Australian Open | hardcourt     | Sara Errani             | Ashleigh Barty Casey Dellacqua                | 6-2, 3-6, 6-2     | details |
| 18.              | 2013-02-03 | WTA Parijs      | tapijt (i)    | Sara Errani             | Andrea Hlaváčková Liezel Huber                | 6-1, 6-1          | details |
| 19.              | 2013-02-17 | WTA Doha        | hardcourt     | Sara Errani             | Nadja Petrova Katarina Srebotnik              | 2-6, 6-3, [10-6]  | details |
| 20.              | 2014-01-24 | Australian Open | hardcourt     | Sara Errani             | Jekaterina Makarova Jelena Vesnina            | 6-4, 3-6, 7-5     | details |
| 21.              | 2014-04-21 | WTA Stuttgart   | gravel (i)    | Sara Errani             | Cara Black Sania Mirza                        | 6-2, 6-3          | details |
| 22.              | 2014-05-10 | WTA Madrid      | gravel        | Sara Errani             | Garbiñe Muguruza Carla Suárez Navarro         | 6-4, 6-3          | details |
| 23.              | 2014-07-05 | Wimbledon       | gras          | Sara Errani             | Tímea Babos Kristina Mladenovic               | 6-1, 6-3          | details |
| 24.              | 2014-08-10 | WTA Montréal    | hardcourt     | Sara Errani             | Cara Black Sania Mirza                        | 7-6, 6-3          | details |
| 25.              | 2015-01-10 | WTA Auckland    | hardcourt     | Sara Errani             | Shuko Aoyama Renata Voráčová                  | 6-2, 6-1          | details |
| verloren finales |            |                 |               |                         |                                               |                   |         |
| 1.               | 2001-10-21 | WTA Zürich      | hardcourt (i) | Sandrine Testud         | Lindsay Davenport Lisa Raymond                | 3-6, 6-2, 2-6     | details |
| 2.               | 2002-02-03 | WTA Tokio       | tapijt (i)    | Els Callens             | Lisa Raymond Rennae Stubbs                    | 1-6, 1-6          | details |
| 3.               | 2002-02-23 | WTA Dubai       | hardcourt     | Sandrine Testud         | Barbara Rittner María Vento-Kabchi            | 3-6, 2-6          | details |
| 4.               | 2007-02-25 | WTA Bogota      | gravel        | Flavia Pennetta         | Lourdes Domínguez Lino Paola Suárez           | 6-1, 3-6, [9-11]  | details |
| 5.               | 2007-05-13 | WTA Berlijn     | gravel        | Tathiana Garbin         | Lisa Raymond Samantha Stosur                  | 3-6, 4-6          | details |
| 6.               | 2007-05-20 | WTA Rome        | gravel        | Tathiana Garbin         | Nathalie Dechy Mara Santangelo                | 4-6, 1-6          | details |
| 7.               | 2010-02-27 | WTA Acapulco    | gravel        | Sara Errani             | Polona Hercog Barbora Záhlavová-Strýcová      | 6-2, 1-6, [2-10]  | details |
| 8.               | 2011-04-09 | WTA Marbella    | gravel        | Sara Errani             | Nuria Llagostera Vives Arantxa Parra Santonja | 6-3, 4-6, [5-10]  | details |
| 9.               | 2011-06-12 | WTA Birmingham  | gras          | Sara Errani             | Volha Havartsova Alla Koedrjavtseva           | 6-1, 1-6, [5-10]  | details |
| 10.              | 2011-08-27 | WTA New Haven   | hardcourt     | Sara Errani             | Chuang Chia-jung Volha Havartsova             | 5-7, 2-6          | details |
| 11.              | 2012-01-28 | Australian Open | hardcourt     | Sara Errani             | Svetlana Koeznetsova Vera Zvonarjova          | 7-5, 4-6, 3-6     | details |
| 12.              | 2012-03-31 | WTA Miami       | hardcourt     | Sara Errani             | Maria Kirilenko Nadja Petrova                 | 60-7, 6-4, [4-10] | details |
| 13.              | 2013-01-11 | WTA Sydney      | hardcourt     | Sara Errani             | Nadja Petrova Katarina Srebotnik              | 3-6, 4-6          | details |
| 14.              | 2013-05-19 | WTA Rome        | gravel        | Sara Errani             | Hsieh Su-wei Peng Shuai                       | 6-4, 3-6, [8-10]  | details |
| 15.              | 2013-06-09 | Roland Garros   | gravel        | Sara Errani             | Jekaterina Makarova Jelena Vesnina            | 5-7, 2-6          | details |
| 16.              | 2014-01-10 | WTA Sydney      | hardcourt     | Sara Errani             | Tímea Babos Lucie Šafářová                    | 5-7, 6-3, [7-10]  | details |
| 17.              | 2014-05-18 | WTA Rome        | gravel        | Sara Errani             | Květa Peschke Katarina Srebotnik              | 0-4, opg.         | details |
| 18.              | 2014-06-08 | Roland Garros   | gravel        | Sara Errani             | Hsieh Su-wei Peng Shuai                       | 4-6, 1-6          | details |

### Gewonnen ITF-toernooien enkelspel
| nr. | finale     | toernooi       | dotatie  | tegenstandster in finale | score    |
| --- | ---------- | -------------- | -------- | ------------------------ | -------- |
| 1.  | 1999-08-29 | Cuneo          | $ 10.000 | Stefanie Haidner         | 6-1, 6-2 |
| 2.  | 1999-09-26 | Lecce          | $ 10.000 | Stefanie Haidner         | 6-3, 6-1 |
| 3.  | 2000-07-16 | Felixstowe     | $ 25.000 | Lorna Woodroffe          | 6-2, 6-2 |
| 4.  | 2001-07-15 | Felixstowe     | $ 25.000 | Lucie Ahl                | 7-5, 7-5 |
| 5.  | 2003-10-12 | Latina         | $ 50.000 | Galina Voskobojeva       | 6-3, 6-4 |
| 6.  | 2005-04-10 | Dinan          | $ 75.000 | Zuzana Ondrášková        | 7-5, 7-5 |
| 7.  | 2006-10-15 | Joué-lès-Tours | $ 50.000 | Virginie Razzano         | 6-3, 6-1 |
| 8.  | 2006-12-03 | Milaan         | $ 50.000 | Margalita Tsjachnasjvili | 6-2, 6-4 |
| 9.  | 2008-09-28 | Shrewsbury     | $ 75.000 | Maret Ani                | 7-5, 7-5 |

### Gewonnen ITF-toernooien dubbelspel
| nr. | finale     | toernooi          | dotatie  | partner         | tegenstandsters in finale               | score         |
| --- | ---------- | ----------------- | -------- | --------------- | --------------------------------------- | ------------- |
| 1.  | 1998-04-12 | Brindisi          | $ 10.000 | Flavia Pennetta | Alena Paulenková Gabriela Voleková      | 6-4, 7-6      |
| 2.  | 1998-05-10 | Quartu Sant'Elena | $ 10.000 | Flavia Pennetta | Giana Gutiérrez Galina Misiuriova       | 6-3, 6-0      |
| 3.  | 1999-03-28 | Cagliari          | $ 10.000 | Flavia Pennetta | Dawn Buth Rebecca Jensen                | 6-3, 4-6, 6-3 |
| 4.  | 1999-08-22 | Alghero           | $ 10.000 | Flavia Pennetta | Sabina Da Ponte Valentina Sassi         | 6-2, 6-1      |
| 5.  | 1999-08-29 | Cuneo             | $ 10.000 | Sabina Da Ponte | Cristina Coletto Emanuela Falleti       | 6-2, 6-0      |
| 6.  | 2001-07-29 | Pamplona          | $ 25.000 | Giulia Casoni   | Trudi Musgrave Julie Pullin             | 7-62, 6-4     |
| 7.  | 2003-03-03 | Ostrava           | $ 25.000 | Dragana Zarić   | Galina Voskobojeva Magdalena Zděnovcová | 6-2, 6-4      |
| 8.  | 2003-10-12 | Latina            | $ 50.000 | Mara Santangelo | Maret Ani Libuše Průšová                | 3-6, 6-2, 6-4 |
| 9.  | 2008-08-01 | Rimini            | $ 75.000 | Mara Santangelo | Stefanie Vögele Jasmin Wöhr             | 6-1, 6-4      |

## Resultaten grandslamtoernooien
| Legenda | Legenda                          |
| ------- | -------------------------------- |
| g.t.    | geen toernooi gehouden           |
| l.c.    | lagere categorie                 |
| –       | niet deelgenomen                 |
| G       | uitgeschakeld in de groepsfase   |
| 1R      | uitgeschakeld in de eerste ronde |
| 2R      | uitgeschakeld in de tweede ronde |
| 3R      | uitgeschakeld in de derde ronde  |
| 4R      | uitgeschakeld in de vierde ronde |
| KF      | uitgeschakeld in de kwartfinale  |
| HF      | uitgeschakeld in de halve finale |
| F       | de finale verloren               |
| W       | het toernooi gewonnen            |
| w-v     | winst/verlies-balans             |

### Enkelspel
| Toernooi        | 2001 | 2002 |    | 2004 | 2005 | 2006 | 2007 | 2008 | 2009 | 2010 | 2011 | 2012 | 2013 | 2014 | 2015 | 2016 | 2017 |
| --------------- | ---- | ---- | -- | ---- | ---- | ---- | ---- | ---- | ---- | ---- | ---- | ---- | ---- | ---- | ---- | ---- | ---- |
| Australian Open | –    | –    | –  | –    | 3R   | 1R   | 1R   | 1R   | 3R   | 1R   | 2R   | 3R   | 1R   | 2R   | 3R   | 1R   |      |
| Roland Garros   | –    | –    | 1R | 1R   | 1R   | 1R   | –    | 1R   | 2R   | 3R   | 1R   | 4R   | 1R   | 1R   | 1R   | 1R   |      |
| Wimbledon       | –    | 1R   | –  | 3R   | –    | 2R   | –    | 3R   | 2R   | 3R   | 4R   | 4R   | 1R   | 1R   | 3R   | 1R   |      |
| US Open         | 1R   | –    | 1R | 1R   | 1R   | 1R   | 2R   | 1R   | 1R   | 3R   | KF   | KF   | 3R   | F    | KF   | 1R   |      |

### Dubbelspel
| Toernooi        | 2001 | 2002 | 2003 | 2004 | 2005 | 2006 | 2007 | 2008 | 2009 | 2010 | 2011 | 2012 | 2013 | 2014 | 2015 | 2016 |
| --------------- | ---- | ---- | ---- | ---- | ---- | ---- | ---- | ---- | ---- | ---- | ---- | ---- | ---- | ---- | ---- | ---- |
| Australian Open | –    | 3R   | 1R   | KF   | 1R   | 1R   | 2R   | 2R   | 2R   | 2R   | 1R   | F    | W    | W    | 3R   | 3R   |
| Roland Garros   | KF   | KF   | 1R   | HF   | 1R   | 3R   | 1R   | 1R   | 1R   | 2R   | 3R   | W    | F    | F    | 3R   | –    |
| Wimbledon       | –    | 3R   | 1R   | 3R   | 1R   | –    | 1R   | –    | 1R   | 3R   | 3R   | KF   | 3R   | W    | 3R   | 1R   |
| US Open         | HF   | 1R   | –    | 1R   | 3R   | 2R   | 1R   | –    | 1R   | 1R   | KF   | W    | KF   | 2R   | 3R   | –    |

### Gemengd dubbelspel
| Australian Open | 1R | 1R | –  | 1R | HF |
| Roland Garros   | KF | –  | –  | –  | –  |
| Wimbledon       | 2R | –  | 1R | –  | 3R |
| US Open         | –  | –  | –  | –  | –  |